# Liste von Persönlichkeiten der Stadt Gießen
Diese Liste enthält in Gießen geborene Persönlichkeiten sowie Persönlichkeiten, die in Gießen ihren Wirkungskreis hatten, sowie solche, die an der Universität Gießen gelehrt oder studiert haben. Alle Abschnitte sind jeweils chronologisch nach dem Geburtsjahr sortiert. Die Liste erhebt keinen Anspruch auf Vollständigkeit.

## In Gießen geborene Persönlichkeiten

### Bis 17. Jahrhundert

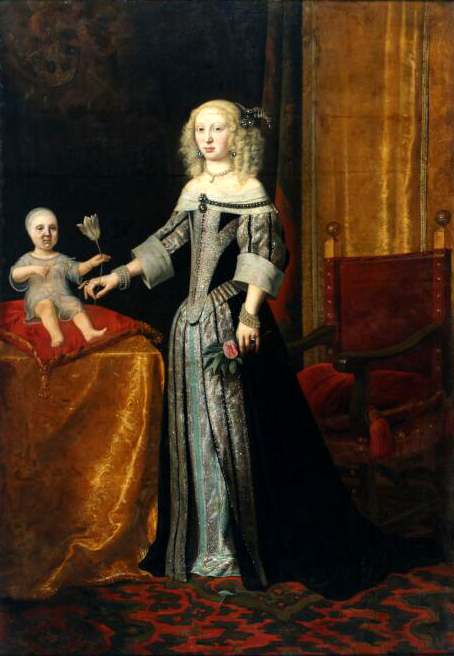
Elisabeth Amalie Magdalene von Hessen-Darmstadt

- Kaspar Ebel (1595–1664), Pädagoge, Logiker und Metaphysiker
- Johann Philipp Rosenbach (1606–1669), Pastor in Grone
- Johann Balthasar Schupp (1610–1661), satirischer Schriftsteller und geistlicher Lyriker
- Balthasar Mentzer der Jüngere (1614–1679), lutherischer Theologe
- Elisabeth Amalie von Hessen-Darmstadt (1635–1709), Prinzessin von Hessen-Darmstadt, Herzogin von Pfalz-Neuburg, Jülich und Berg sowie Kurfürstin von der Pfalz
- Marie Hedwig von Hessen-Darmstadt (1647–1680), Landgräfin von Hessen-Darmstadt und Herzogin von Sachsen-Meiningen
- Michael Bernhard Valentini (1657–1729), Arzt und Naturforscher
- Christian Wilhelm von Eyben (1663–1727), Jurist und Diplomat
- Balthasar Mentzer IV (1679–1741), lutherischer Theologe
- Johann Friedrich Kayser (1685–1751), Rechtswissenschaftler und Hochschullehrer
- Heinrich Bernhard Rupp (1688–1719), Botaniker
- Christoph Bernhard Valentini (1694–1728), Arzt
- Franz Ernst von Hessen-Darmstadt (1695–1716), Adliger
- Ludwig Conrad Smalcalder (1696–1774), Jurist

### 18. Jahrhundert

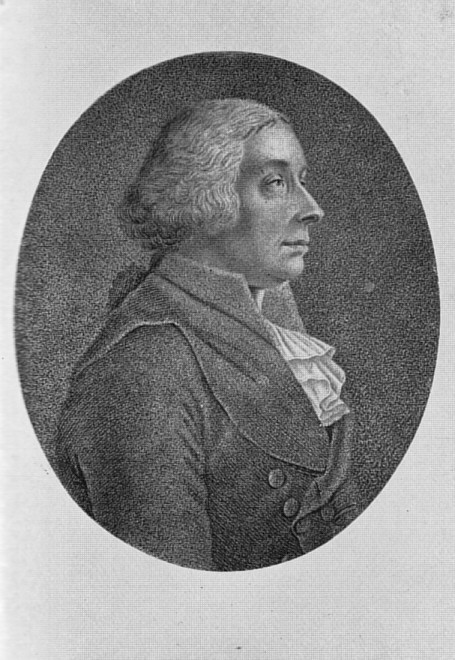
Ludwig Julius Friedrich Höpfner

- Johann Ernst Höpfner (1702–1759), Jurist und Hochschullehrer an der Universität Gießen
- Johann Christoph Balser (1710–1750), Rechtswissenschaftler
- Franz Justus Kortholt (1711–1771), Jurist und Hochschullehrer an der Universität Gießen
- Ernst Ludwig Christoph von Spiegel (1711–1785), Rittergutsbesitzer und Domherr
- Ernst Thom (1713–1773), Literaturwissenschaftler, Rhetoriker, Ethnologe und Ökonom
- Friedrich Wilhelm Hensing (1719–1745), Arzt, Anatom und Ordinarius für Medizin
- Sophie Eleonore Walther (1723–1754), Schriftstellerin
- Johann Wilhelm Christian Gustav Casparson (1729–1802), Schriftsteller, Historiker und Hochschullehrer
- Georg Ludwig Alefeld (1732–1774), Mediziner und Physiker
- Johann Ludwig Ferdinand Arnoldi (1737–1783), Pädagoge und evangelischer Theologe
- Heinrich Alefeld (1739–1806), Amtmann (Verwalter) und letzter Repräsentant des Deutschen Ordens in der Deutschordenskommende Ober-Flörsheim
- Ludwig Julius Friedrich Höpfner (1743–1797), Jurist
- Philipp Maximilian von Günderrode (1745–1814), Reichstagsgesandter
- Friedrich Justinian von Günderrode (1747–1785), Hofjunker und Kammerherr
- Helwig Bernhard Jaup (1750–1806), Jurist und Hochschullehrer
- Johann Friedrich Hahn (1753–1779), Lyriker
- Johann Friedrich Christoph Buff (1756–1826), evangelischer Geistlicher
- Johann Georg Friedrich Leun (1757–1823), Philosoph, Theologe und Geistlicher
- Georg Christian Carl Henschel (1759–1835), Industrieller, Techniker und Unternehmer
- Moritz Balthasar Borkhausen (1760–1806), Naturwissenschaftler
- Johann Conrad Felsing (1766–1819), Kupferstecher und Kupferdrucker
- Friedrich Heinrich Christian Schwarz (1766–1837), Theologe und Pädagoge
- Karl Ludwig Wilhelm von Grolman (1775–1829), Jurist und Politiker
- Johann August Konrad Freiherr von Hofmann (1776–1841), Verwaltungsbeamter und Politiker
- Johann Friedrich Lobstein (1777–1835), Pathologe und Anatom
- Georg Höpfner (1780–1845), deutscher Richter und Abgeordneter
- Heinrich Karl Jaup (1781–1860), Ministerpräsident
- Karl Ferdinand Schulz (1782–1871), hessischer Richter und Politiker
- Wilhelm Müller (1790–1844), Richter und Abgeordneter des Großherzogtums Hessen
- Georg Leopold von Zangen (1792–1851), Geheimer Oberfinanzrat
- Friedrich Christian Diez (1794–1876), Romanist
- Adolf Ludwig Follen (1794–1855), Schriftsteller und Verleger
- Heinrich Christian Michael Rettig (1795–1836), klassischer Philologe und evangelischer Theologe
- Karl Ludwig Braun (1796–1868), Arzt, Medizinalrat und Fachautor
- Paul Follen (1799–1844), Rechtsanwalt, Schriftsteller und Farmer
- Konrad Georgi (1799–1857), hessischer Richter und Abgeordneter
- Heinrich Christian Michael Rettig (1799–1836), klassischer Philologe, evangelischer Theologe, Hochschullehrer und -rektor

### 19. Jahrhundert

#### 1801 bis 1820

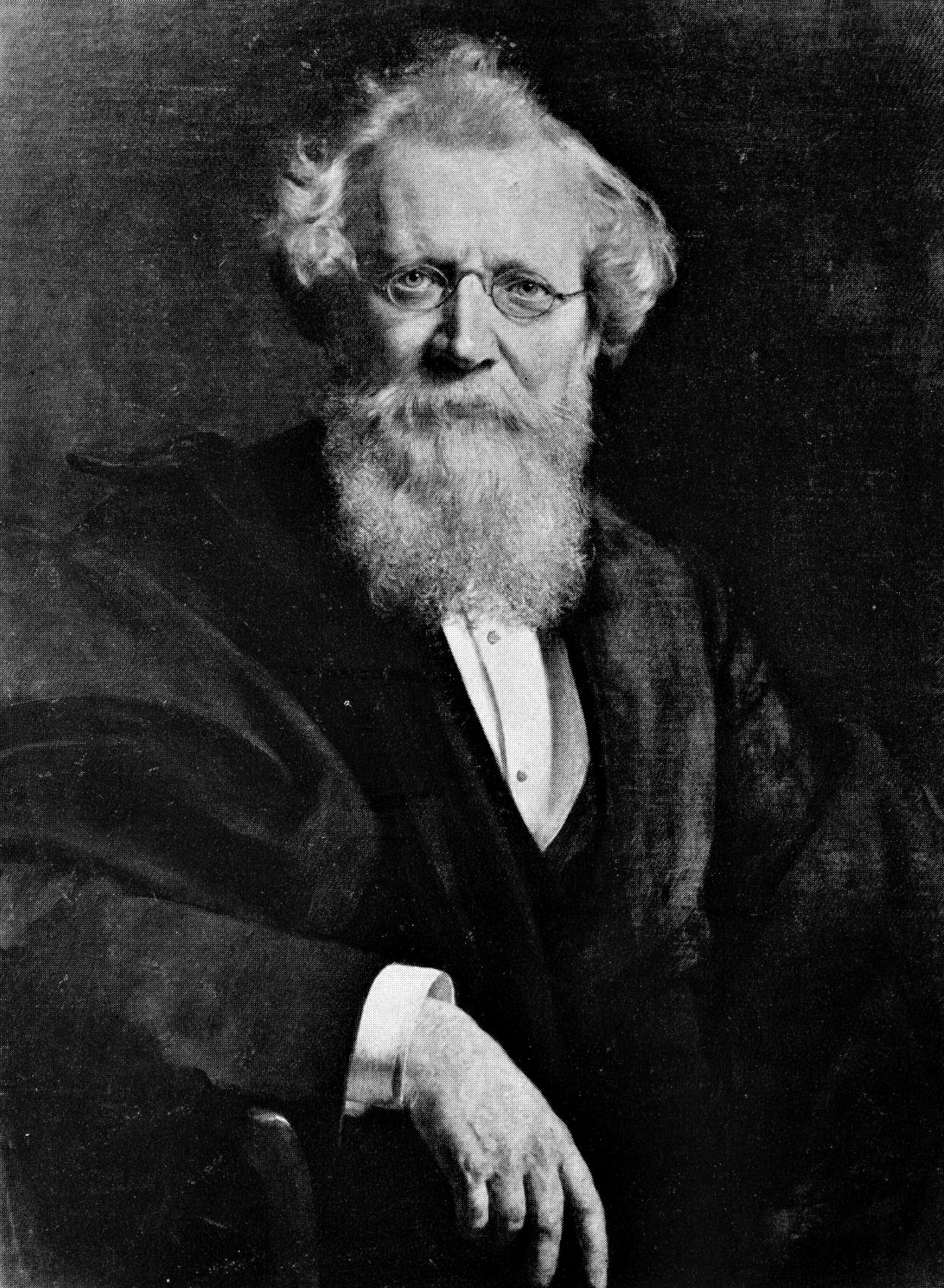
August Wilhelm von Hofmann

- Georg Krug (1801–1878), Richter und Politiker
- Friedrich Daniel Carl Fuhr (1803–1875), Kreisrat im Großherzogtum Hessen
- Heinrich Stein (1805–1885), Richter, Politiker und Abgeordneter
- Rudolf Oeser (1807–1859), Pfarrer und Volksschriftsteller
- Karl Bücking (1809–1866), hessischer Landtagsabgeordneter
- Wilhelm Schmitt (1810–nach 1855), Kaufmann und Politiker, hessischer Landtagsabgeordneter
- Kasimir von Dewall (1811–1895), preußischer Generalleutnant
- Ernst Dieffenbach (1811–1855), Mediziner und Geologe
- August Schott (1811–1843), Maler, Radierer und Lithograph
- Eduard von Grolman (1812–1890), Großherzoglich Hessischer Generalleutnant und Kriegsminister
- Franz von Rieffel (1815–1858), Ministerialrat, Landtagskommissar
- Carl Daniel Schwan (1815–1882), Gutspächter und Mitglied des Nassauischen Kommunallandtags
- Ferdinand von Loehr (1817–1876), Mediziner, Revolutionär und Teilnehmer am Amerikanischen Bürgerkrieg
- Carl Vogt (1817–1895), deutsch-schweizerischer Naturwissenschaftler
- August Wilhelm von Hofmann (1818–1892), Chemiker
- Georg Gail (1819–1882), Fabrikant
- Georg Ludwig Kaemmerer (1819–1876), Bäckermeister und Politiker, Mitglied der Hamburgischen Bürgerschaft

#### 1821 bis 1840

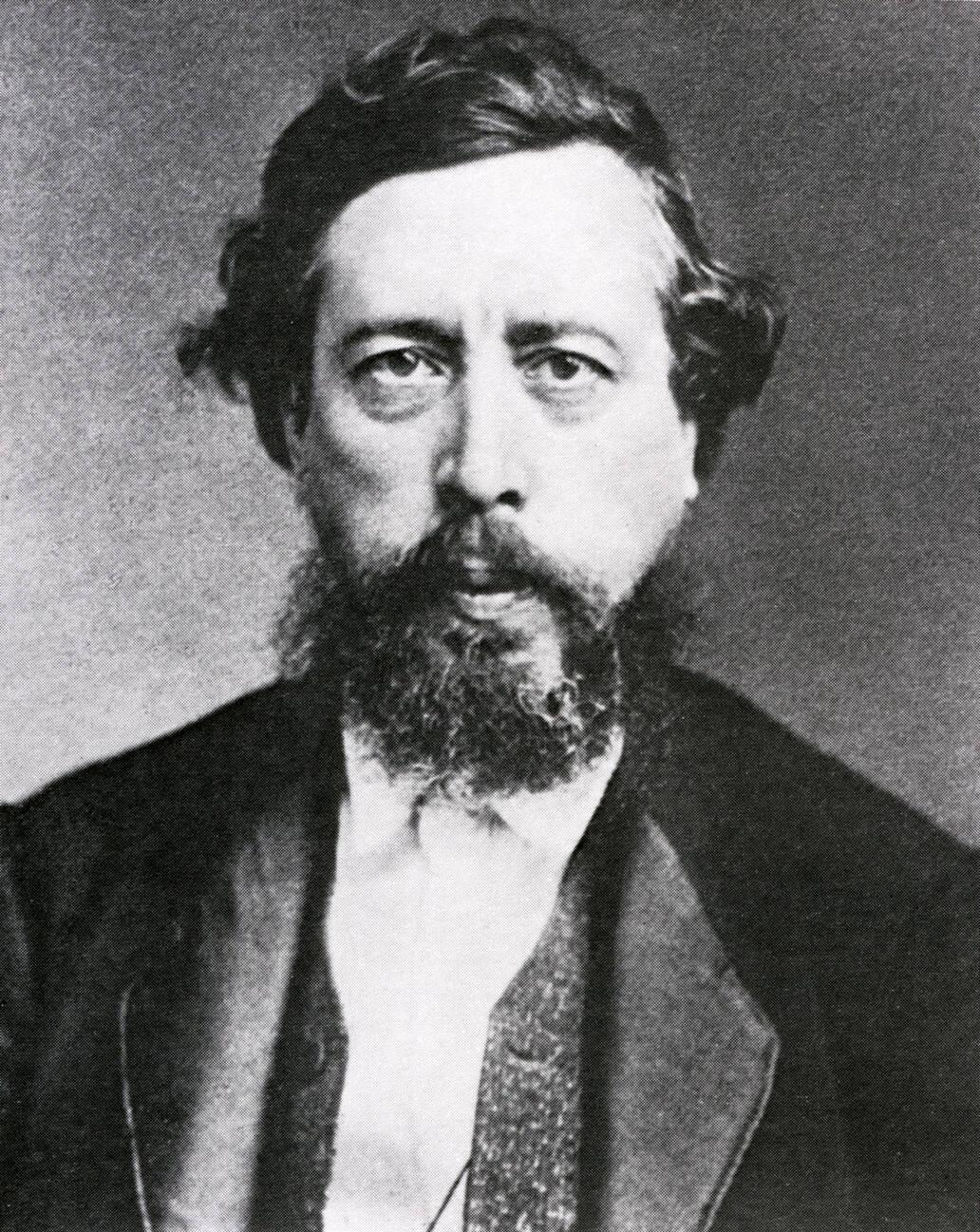
Wilhelm Liebknecht

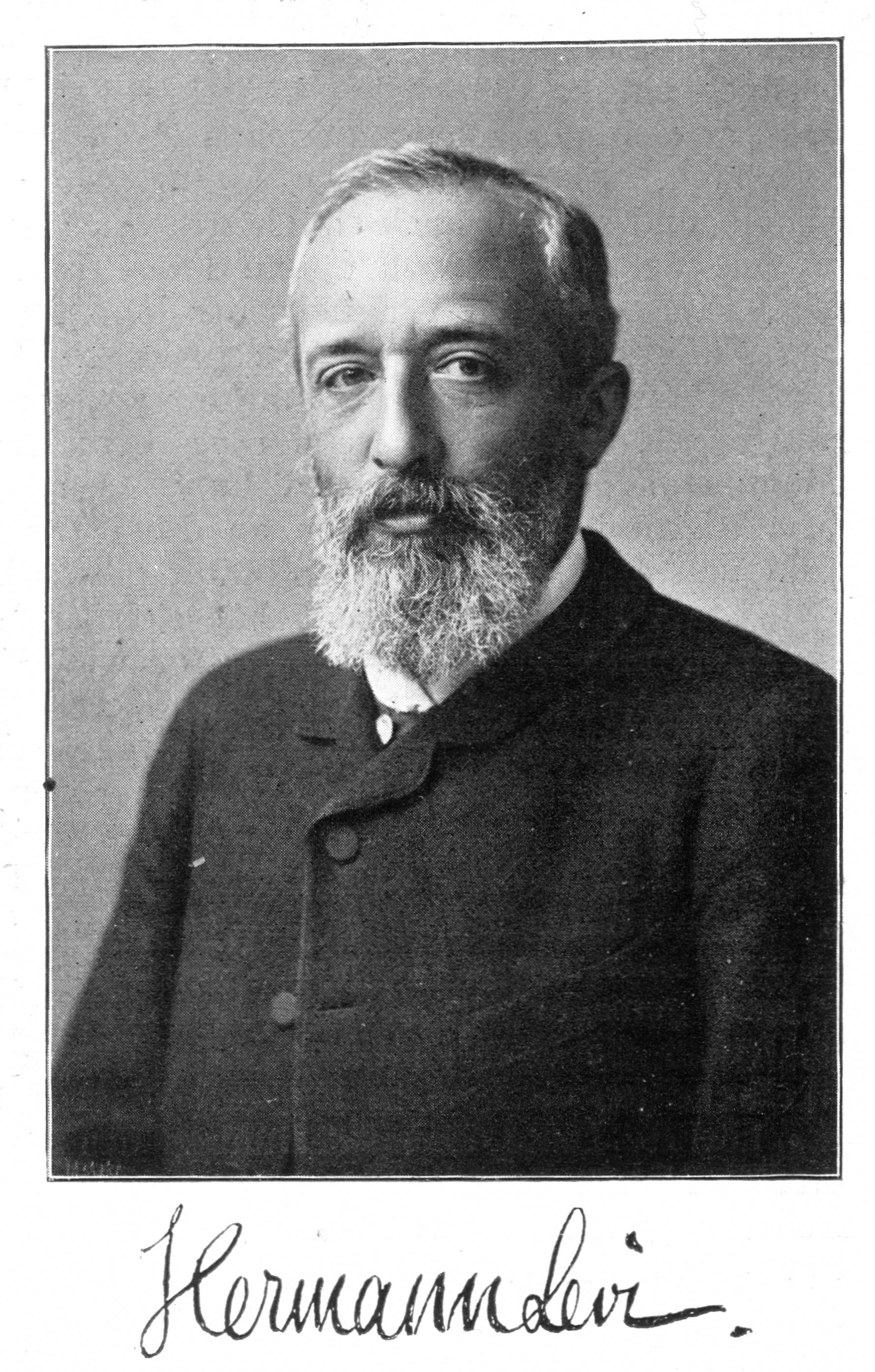
Hermann Levi

- Martin Faustmann (1822–1876), Forstwissenschaftler und Förster
- Hermann Welcker (1822–1897), Anatom und Universitätsprofessor
- Adolf Vogt (1823–1907), deutsch-schweizerischer Mediziner
- Wilhelm Liebknecht (1826–1900), Vater von Theodor, Otto und Karl Liebknecht und einer der Gründerväter der SPD
- Gustav Heyer (1826–1883), Forstwissenschaftler
- Georg von Liebig (1827–1903), Mediziner und Klimatologe
- Friedrich Heyer von Rosenfeld (1828–1896), Offizier und Heraldiker
- August Bramm (1829–1889), Oberbürgermeister von Gießen
- Karl Hillebrand (1829–1884), Essayist, Publizist, Kulturwissenschaftler und Literaturhistoriker
- Arthur Osann senior (1829–1908), Jurist und Mitglied des Deutschen Reichstags
- Ludwig Euler (1830–1908), Maurer, Steinhauer und Stadtbaumeister der Stadt Worms (1866–1886)
- Hermann von Liebig (1831–1894), Agrarwissenschaftler
- Karl Umpfenbach (1832–1907), Nationalökonom und Hochschullehrer
- Wilhelm Lindeck (1833–1911), Direktor
- Rudolf Hirschhorn (1834–1921), Jurist und Politiker, Mitglied der 2. Kammer der Landstände des Großherzogtums Hessen
- Ernst Vix (1834–1902), Mediziner
- Ludwig Schwabe (1835–1908), Philologe und Archäologe
- Franz Umpfenbach (1835–1885), Altphilologe
- Carl Clemm (1836–1899), Unternehmer und Politiker
- August von Clemm (1837–1910), Unternehmer und Politiker
- Hermann Levi (1839–1900), Orchesterdirigent und Komponist
- Julius Wilbrand (1839–1906), Chemiker

#### 1841 bis 1860

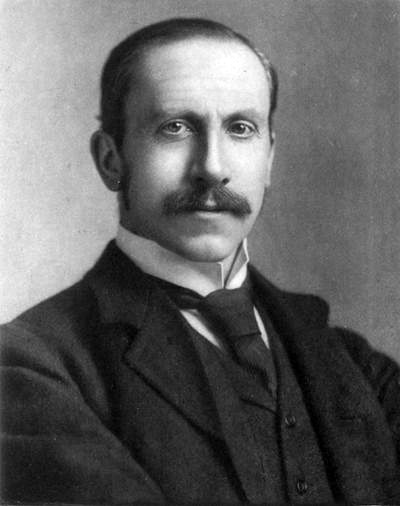
Alfred Milner, 1. Viscount Milner

- Georg Friedrich Knapp (1842–1926), Professor und Rektor
- Karl Spamer (1842–1892), Psychiater
- Wilhelm Wilbrand (1842–1922), Finanzminister, Oberforstrat und Mitglied der Ersten Kammer der Landstände des Großherzogtums Hessen
- Wilhelm Clemm (1843–1883), klassischer Philologe
- Ernst Eckstein (1845–1900), Schriftsteller
- Karl Sell (1845–1914), Theologe
- Heinrich Curschmann (1846–1910), Internist
- August Laubenheimer (1848–1904), Industrieller
- Ludwig Soldan (1848–1896), Kommunalpolitiker
- Karl von Bardeleben (1849–1918), Anatom und Hochschullehrer
- F. Rudolf Vogel (1849–1926), Architekt und Architekturschriftsteller
- Hermann Keller (1851–1924), Hydrologe
- Hermann Wilbrand (1851–1935), Neuro-Ophthalmologe
- Rudolf Leuckart (1854–1889), Chemiker
- Alfred Milner, 1. Viscount Milner (1854–1925), Politiker
- August Nies (1854–1931), Mineraloge und Lehrer
- Manfred Trautschold (1854–1921), Genremaler und Lithograph
- Wilhelm Will (1854–1919), Chemiker
- Karl Peppler (1857–1918/oder 1919), Schauspieler, -lehrer, Spielleiter
- Friedrich Noack (1858–1930), Kulturhistoriker und Schriftsteller
- Max Schilling-Trygophorus (1858–1940), Jurist, Landgerichtsdirektor am Landgericht Darmstadt
- Eduard Schwan (1858–1893), Romanist, Hochschullehrer
- Alfred Bock (1859–1932), Fabrikant und Schriftsteller
- Friedrich Maurer (1859–1936), Mediziner
- Friedrich Weidig (1859–1933), Künstler

#### 1861 bis 1880

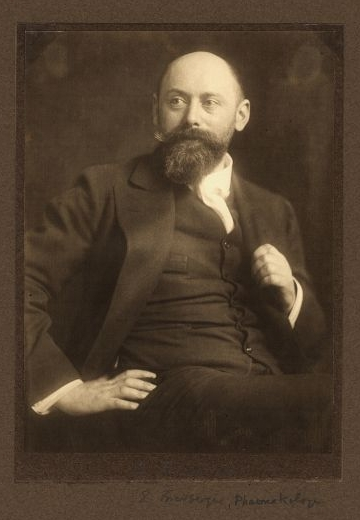
Ernst Friedberger

- Henriette Fürth (1861–1938), jüdische Frauenrechtlerin, Publizistin, Soziologin und Politikerin
- Karl Buff (1862–1907), Opernsänger (Tenor)
- Ludwig Lange (1863–1936), Physiker
- Theodor Muhl (1866–1929), Jurist und Kreisdirektor
- Ferdinand Küchler (1867–1937), Geiger und Komponist
- Hans Meyer (1867–1949), Architekt
- Friedrich Pascoe (1867–1930), Apotheker und Firmengründer
- Georg Röder (1867–1958), Maler der deutschen Landschaft
- Simon Katzenstein (1868–1945), Politiker
- Karl Klingspor (1868–1950), Schriftgestalter und Typograf
- Carl Ottens (1868–1937), Manager der Textilindustrie
- Georg Edward (1869–1969), Lyriker, Schriftsteller, Literaturwissenschaftler, Hochschullehrer, Journalist und Bibliothekar
- Rudolf Mueller (1869–1954), Politiker und Oberbürgermeister von Darmstadt
- Adolf Klingspor (1870–1955), Zigarettenfabrikant und Landtagsabgeordneter
- Maria Birnbaum (1872–1959), Politikerin und Lehrerin
- Felix Blumenfeld (1873–1942), Kinderarzt und erster Chefarzt des späteren Kinderkrankenhauses Park Schönfeld
- Gustav Böß (1873–1946), Jurist und Politiker
- Mathilde Stegmayer (1873–1959), Malerin und Kunsthandwerkerin
- Erwin Kehrer (1874–1959), Gynäkologe
- Ernst Friedberger (1875–1932), Immunologe und Hygieniker
- Hugo Kehrer (1876–1967), Kunsthistoriker
- Emil Rausch (1877–1914), Offizier und Bezirksleiter
- Hermann Haas (1878–1935), Keramiker, Maler und Architekt
- Paul Jungblut (1878–1926), Politiker
- Bernhard Schädel (1878–1926), Romanist, Hispanist, Italianist und Katalanist
- Ernst Venus (1880–1971), Jurist

#### 1881 bis 1900

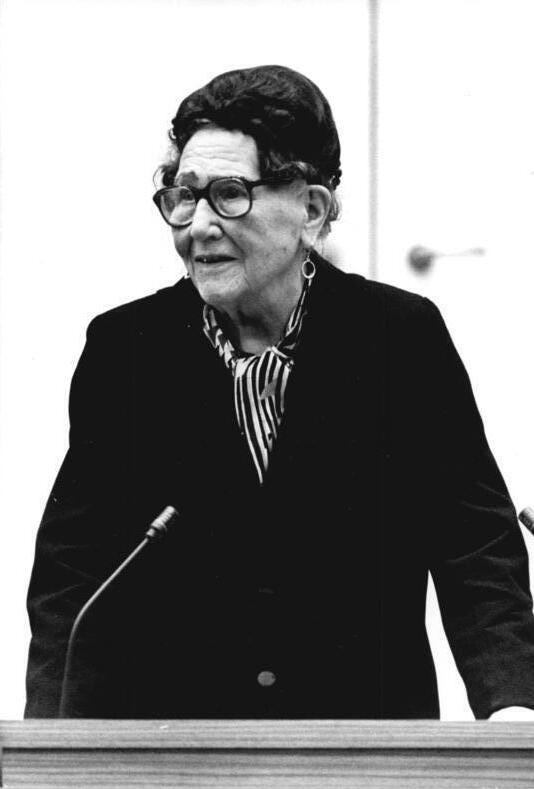
Wilhelmine Schirmer-Pröscher

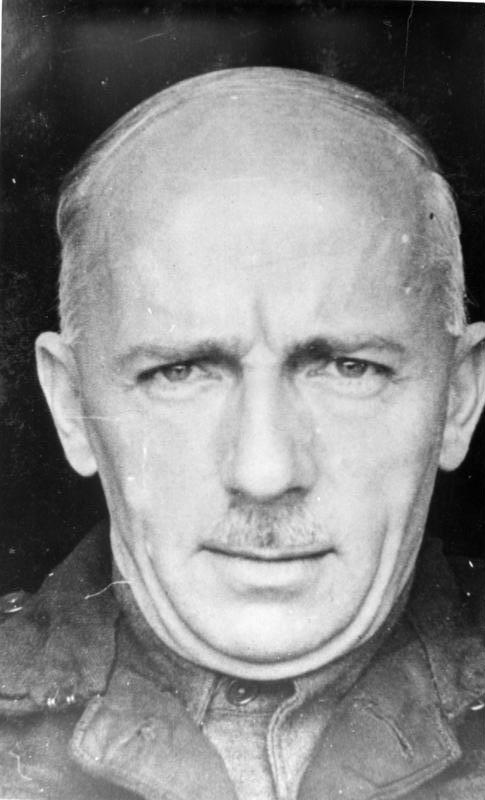
Walter Dornberger

- Albert Fromme (1881–1966), Universalchirurg
- Friedrich Schürer (1881–1948), U-Boot-Konstrukteur
- Curt Emmelius (1882–1968), Eisenbahnbeamter
- Karl Hahn (1882–1963), Physikdidaktiker und Schulleiter
- Walter Ludwig (1882–1945), Landrat und Abgeordneter des Provinziallandtages der Provinz Hessen-Nassau
- Carl Joseph Luther (1882–1968), Faltbootsportpionier
- Karl August Meißinger (1883–1950), Reformationsforscher und Schriftsteller
- Julius Reiber (1883–1960), Politiker
- Richard Schmidt (1883–1959), Architekt, Kunstgewerbler und Hochschullehrer
- Georg Gail (1884–1950), Zigarrenfabrikant
- Agnes von Zahn-Harnack (1884–1950), Lehrerin, Schriftstellerin und Frauenrechtlerin
- August Bostroem (1886–1944), Neurologe und Psychiater
- Hermann Braune (1886–1977), Chemiker
- Eduard Dingeldey (1886–1942), Jurist und Politiker
- Erich-Heinrich Clößner (1888–1976), Offizier
- Franz Dornseiff (1888–1960), Altphilologe
- Werner Noack (1888–1969), Kunsthistoriker und Museumsdirektor
- Gustav Petri (1888–1945), Oberst der Wehrmacht, bekannt geworden als der „Retter von Wernigerode“
- Fritz Pfeffer (1889–1944), Zahnarzt und Opfer des Nationalsozialismus
- Wilhelmine Schirmer-Pröscher (1889–1992), Politikerin
- Karl Retzlaff (1890–1967), Polizei- und SS-Offizier
- Kurt Steinbach(1890–1974), Zahnarzt und Facharzt für Hals-Nasen-Ohren-Heilkunde und für Kieferchirurgie
- Hellmuth Mueller-Leutert (1892–1973), Maler, Graphiker und Bildhauer
- Rudolf Attig (1893–1981), Sanitätsoffizier
- Ludwig Clemm (1893–1975), Archivar
- Alfred Dingeldey (1894–1949), Politiker
- Erwin Schliephake (1894–1995), Mediziner
- Walter Dornberger (1895–1980), Generalmajor der deutschen Wehrmacht
- Hedwig Runowski (1895–1958), Politikerin
- Erwin Wißmann (1895–1967), evangelischer Pfarrer, Oberkirchenrat
- Curt Reinhard Dietz (1896–1949), Schriftsteller
- Hertha Sauer (1896–1974), Klassische Archäologin
- Martin Wagenschein (1896–1988), Pädagoge
- Waldemar Winther (1897–1983), Marineoffizier
- Karl Engisch (1899–1990), Rechtswissenschaftler
- Friedrich Salomon Rothschild (1899–1995), deutsch-jüdischer Neurologe und Psychoanalytiker

### 20. Jahrhundert

#### 1901 bis 1920

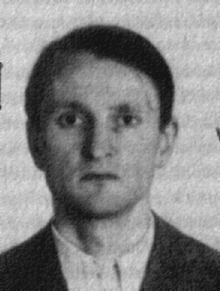
Helmut Roloff

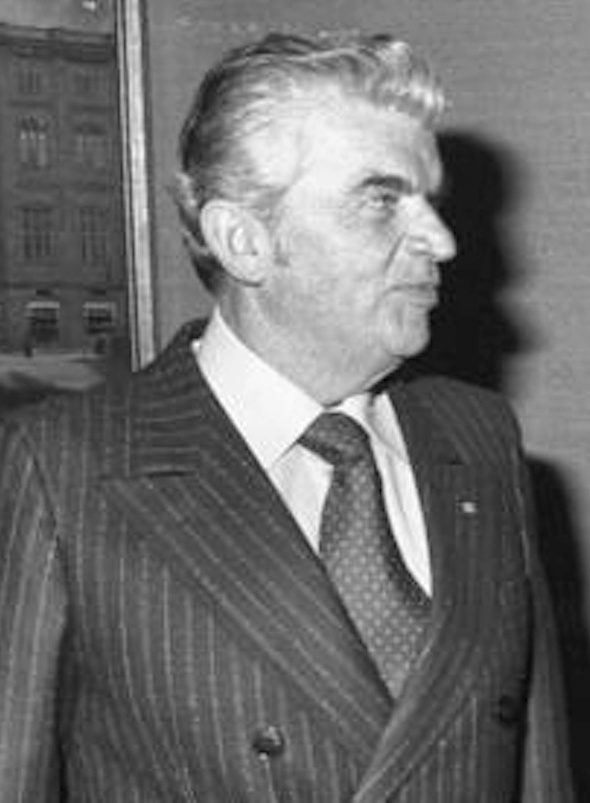
Albert Osswald

- Heinrich Bitsch (1901–1985), Schriftsteller, Chefdramaturg (1946–1949) und Kulturreferent in Gießen, Ehemann der Kunstmalerin Antonie Bitsch
- Hein Heckroth (1901–1970), Maler, Bühnenbildner und Szenenbildner, Oscarpreisträger 1948
- Fritz Moritz Heichelheim (1901–1968), Althistoriker
- Karl Pfeiffer (1901–1976), Bauindustriemanager und Verbandspolitiker
- Carl Wilhelm Poppe (1901–1961), Unternehmer
- Franz Theophil Becker (1902–1996), Mediziner und Hochschullehrer
- Ernst Holtzmann (1902–1996), Politiker (CDU)
- Emil Koch (1902–1975), Maler und Grafiker
- Ludwig Linkmann (1902–1963), Schauspieler
- Gustav Adolf Schlemm (1902–1987), Komponist und Dirigent
- Hartley Shawcross (1902–2003), Abgeordneter der britischen Labour Party, Justizminister und britischer Chefankläger bei den Nürnberger Prozessen
- Paul L. Strack (1904–1941), Althistoriker und Numismatiker
- Otto Rahn (1904–1939), Schriftsteller, Mediävist und Ariosoph
- Arnold Schmidt-Brücken (1905–1986), Landwirt und Politiker (FDP/DVP)
- Hans Jakob Haller (1906–1991), Kirchenmusiker und Chorleiter
- Hans Müller (1906 – nach 1947), Jurist, persönlicher Referent des Leiters der Parteikanzlei der NSDAP und Richter beim Volksgerichtshof
- Walther Steinhäuser (1908–1946), Geologe und Höhlenforscher
- Ludwig Vaubel (* 1908), deutscher Jurist, Unternehmer, Generaldirektor und Vorstand unter anderem bei Glanzstoff AG
- Kurt Grünebaum (1910–1988), Freier Journalist und Verfolgter des Naziregimes
- Emmy Diemer-Nicolaus (1910–2008), Politikerin (FDP/DVP)
- Erwin Essl (1910–2001), Gewerkschafter und Politiker (SPD)
- Karl Kling (1910–2003), Automobilrennfahrer
- Wilhelm Conrad (1911–1971), Volkswirt und Politiker
- Robert Fischer (1911–1983), Präsident des Bundesgerichtshofs
- Albert Keil (1911–1980), Biologe, Zahnarzt und Hochschullehrer
- Walter Kröll (1911–1976), Maler und Grafiker
- Werner Raykowski (1911–2006), Diplomat
- Theo Schuster (1911–1998), Schachspieler und Schachjournalist
- Hermann Stork (1911–1962), Wasserspringer, gewann 1936 bei den Olympischen Spielen die Bronzemedaille im Turmspringen
- Hans Georg Gundel (1912–1999), Althistoriker
- Helmut Roloff (1912–2001), Pianist, Professor und Hochschuldirektor
- Karl Otto Watzinger (1913–2006), Verwaltungsjurist und beigeordneter Bürgermeister von Mannheim
- Günther Leitz (1914–1969), Unternehmer
- Hermann Molter (1914–1978), Ingenieur, Unternehmer und Politiker
- Kurt Reinhard (1914–1979), Musikethnologe und Komponist
- Stephan Skalweit (1914–2003), Historiker
- Hans-Karl Stepp (1914–2006), „Stuka“-Pilot der deutschen Luftwaffe
- Chaim Rabin (1915–1996), israelischer Hebraist und Sprachwissenschaftler
- Richard Münch (1916–1987), Schauspieler und Hörspielsprecher
- Willi Helmut Schreiber (1917–2008), Mitglied der SS-Verfügungstruppe, später Waffen-SS, und Mitarbeiter des Bundesnachrichtendienstes (BND)
- Albert Osswald (1919–1996), Politiker (SPD) und Ministerpräsident von Hessen (1969–1976)
- Walter Becker (1920–1990), HNO-Arzt und Hochschullehrer in Bonn
- Hans Hermann Kahle (1920–2003), Diplomat und Generalsekretär des Goethe-Instituts
- Ursula Köllner (1920–1995), Schauspielerin
- Gottfried North (1920–2003), Postbeamter, Philatelist und Postgeschichtler

#### 1921 bis 1940

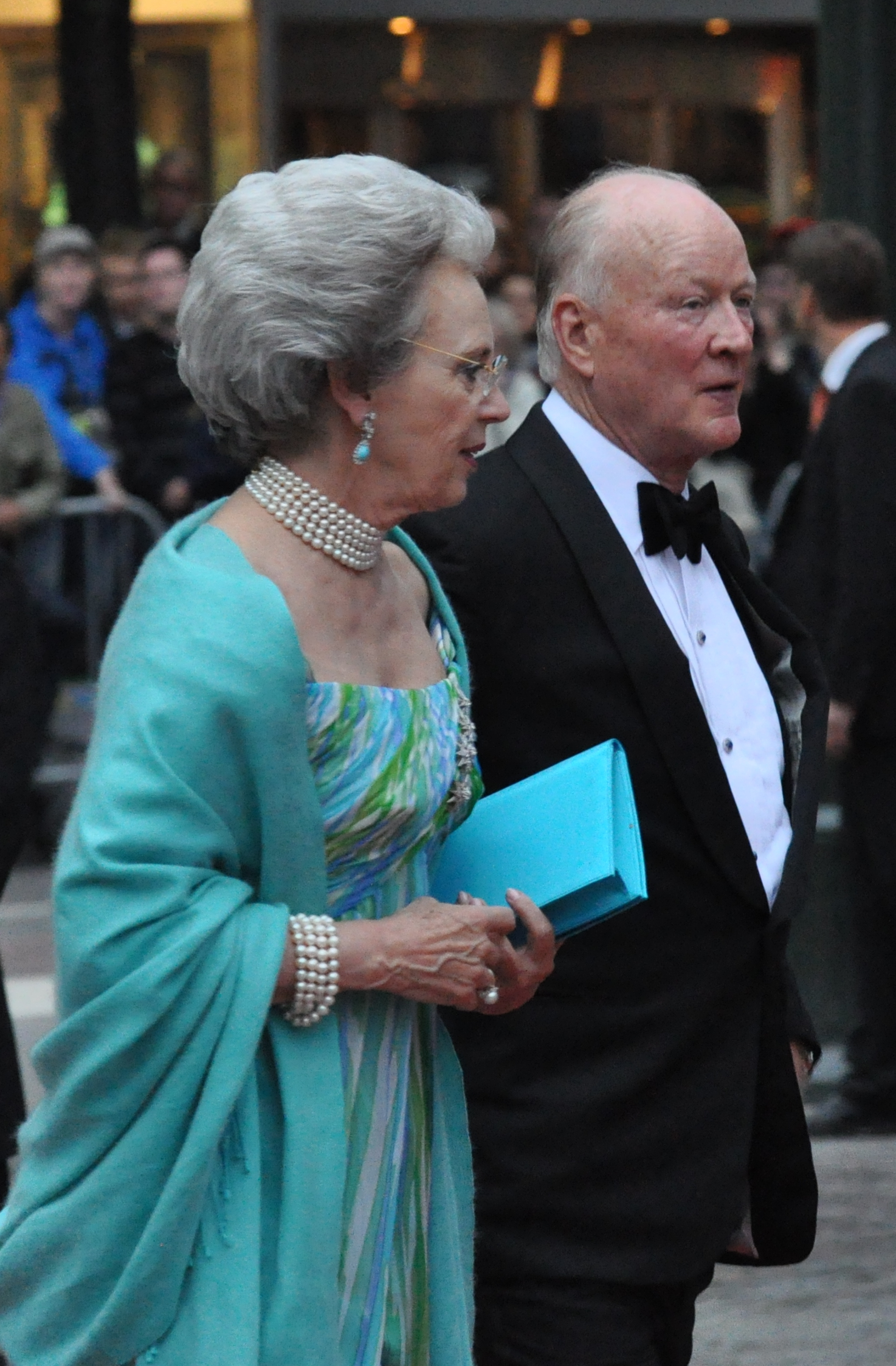
Richard zu Sayn-Wittgenstein-Berleburg

- Edith Dietz (1921–2015), jüdische Schriftstellerin
- Doris Wetterhahn (1921–1983), Pädagogin
- Günther Kern (1923–1995), Gynäkologe und Autor
- Kurt A. Jung (1923–1990), Schauspieler, Hörspiel- und Synchronsprecher
- Hilde Nocker (1924–1997), Fernsehansagerin und Moderatorin
- Günther Rühle (1924–2021), Kritiker und Intendant
- Hermann Heußner (1926–1996), Jurist, Richter des Bundesverfassungsgerichts
- Margret Fürer (1927–2012), Sängerin und Kabarettistin
- Paul Martin (* 1927), Jazz- und Unterhaltungsmusiker
- Hans Seifert (1927–2012), Ingenieur und Hochschullehrer
- Karin Bornkamm (1928–2016), Kirchenhistorikerin und evangelische Theologin
- Rudolf Spengler (1928–2019), Handballspieler und Handballtrainer
- Benno Walldorf (1928–1985), Maler und Grafiker
- Hans-Wilhelm Dechert (* 1929), Anglist, Sprachwissenschaftler und Hochschullehrer
- Helmut Ringsdorf (1929–2023), Chemiker
- Cornelius Ankel (1930–1976), Prähistoriker
- Hansotto Zaun (1930–2018), Mediziner und Dekan der Medizinischen Fakultät der Universität des Saarlandes
- Reinhard Bornkamm (1931–2023), Botaniker
- Karl Hans Meuser (1931–1986), Schauspieler
- Wolfgang Hilberg (1932–2015), Ingenieur und Professor
- Susanne Rasp (1932–1973), Schauspielerin
- Robert Rosenthal (1933–2024), Professor für Psychologie
- Heinrich Dittmar (1934–2014), Historiker und Pädagoge
- Hans-Georg Lotz (1934–2001), Komponist
- Richard zu Sayn-Wittgenstein-Berleburg (1934–2017), Unternehmer
- Arnold Spruck (1934–2013), Politiker
- Hubertus von Gall (1935–2018), Klassischer und Vorderasiatischer Archäologe
- Lore Bert (* 1936), Künstlerin
- Hans Georg Bertram (1936–2013), Komponist und Organist
- Gerhard Dann (1936–2014), Politiker
- Klaus Haller (1936–2020), Politiker (CDU)
- Gerhard O. Pfeffermann (1936–2019), Politiker
- Claus Seibel (1936–2022), Fernsehjournalist
- Jochem Jourdan (* 1937), Architekt und Landschaftsplaner
- Cornelia Kühn-Leitz (1937–2016), Schauspielerin und Rezitatorin
- Adolf Roth (* 1937), Politiker
- Hansgerd Göckenjan (1938–2005), Osteuropahistoriker und Zentralasienwissenschaftler
- Günter Wächtershäuser (* 1938), Honorarprofessor
- Klaus Wolf (1938–2014), Geograph und Hochschullehrer
- Heinz Friedrich Benner (1939–2021), Staatssekretär
- Hella Nohl (1939–2023), Künstlerin
- Erhard Domay (1940–2012), evangelischer Theologe
- Christa Habrich (1940–2013), Pharmazeutin, Medizinhistorikerin und Museumsleiterin
- Rudolf Lenz (* 1940), Historiker
- Wolfgang Luh (* 1940), Hochschullehrer
- Günter Simon (* 1940), Politiker

#### 1941 bis 1960

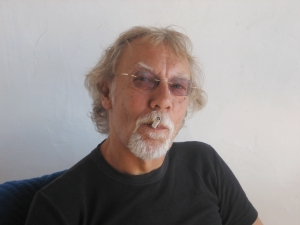
Georg Meier

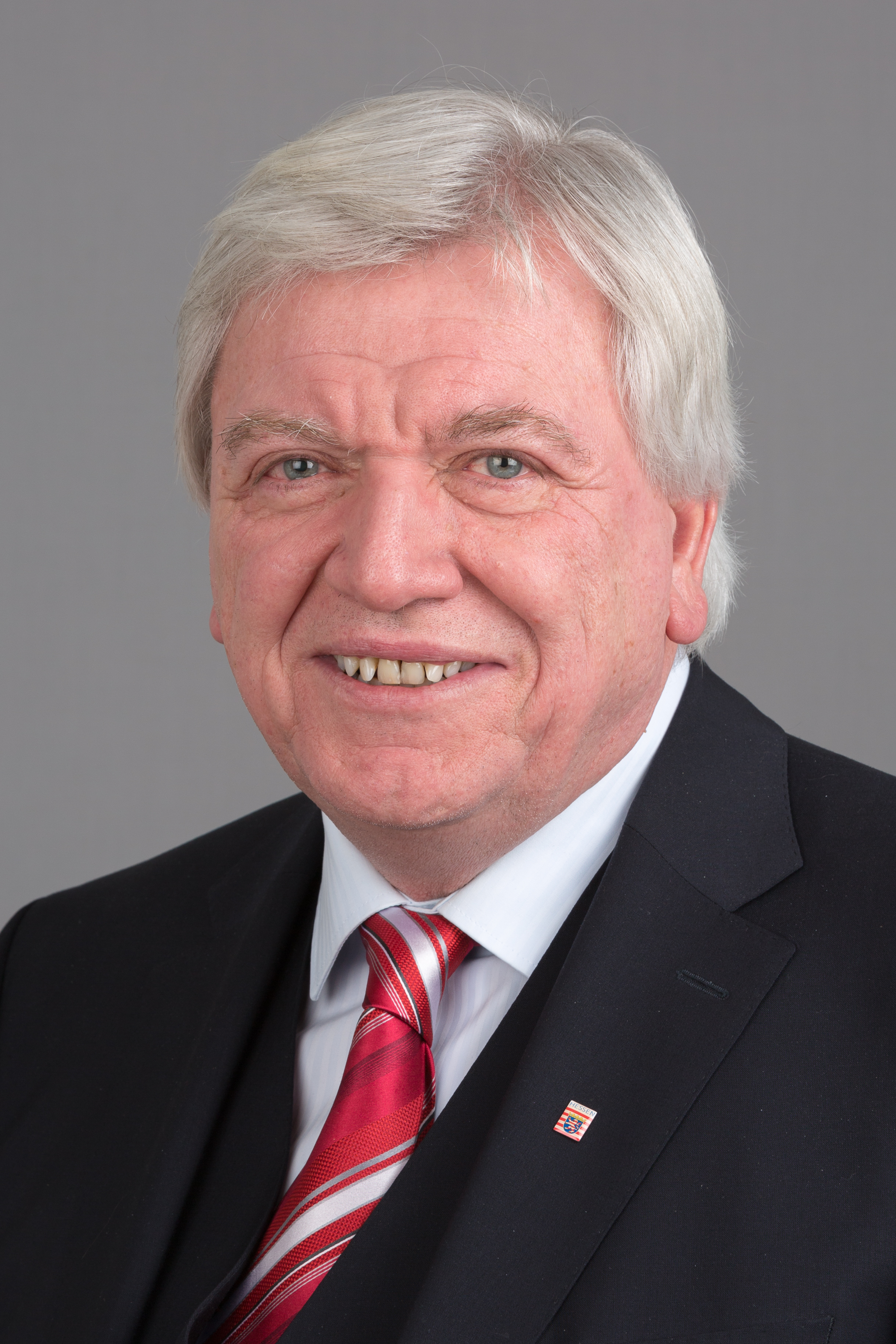
Volker Bouffier

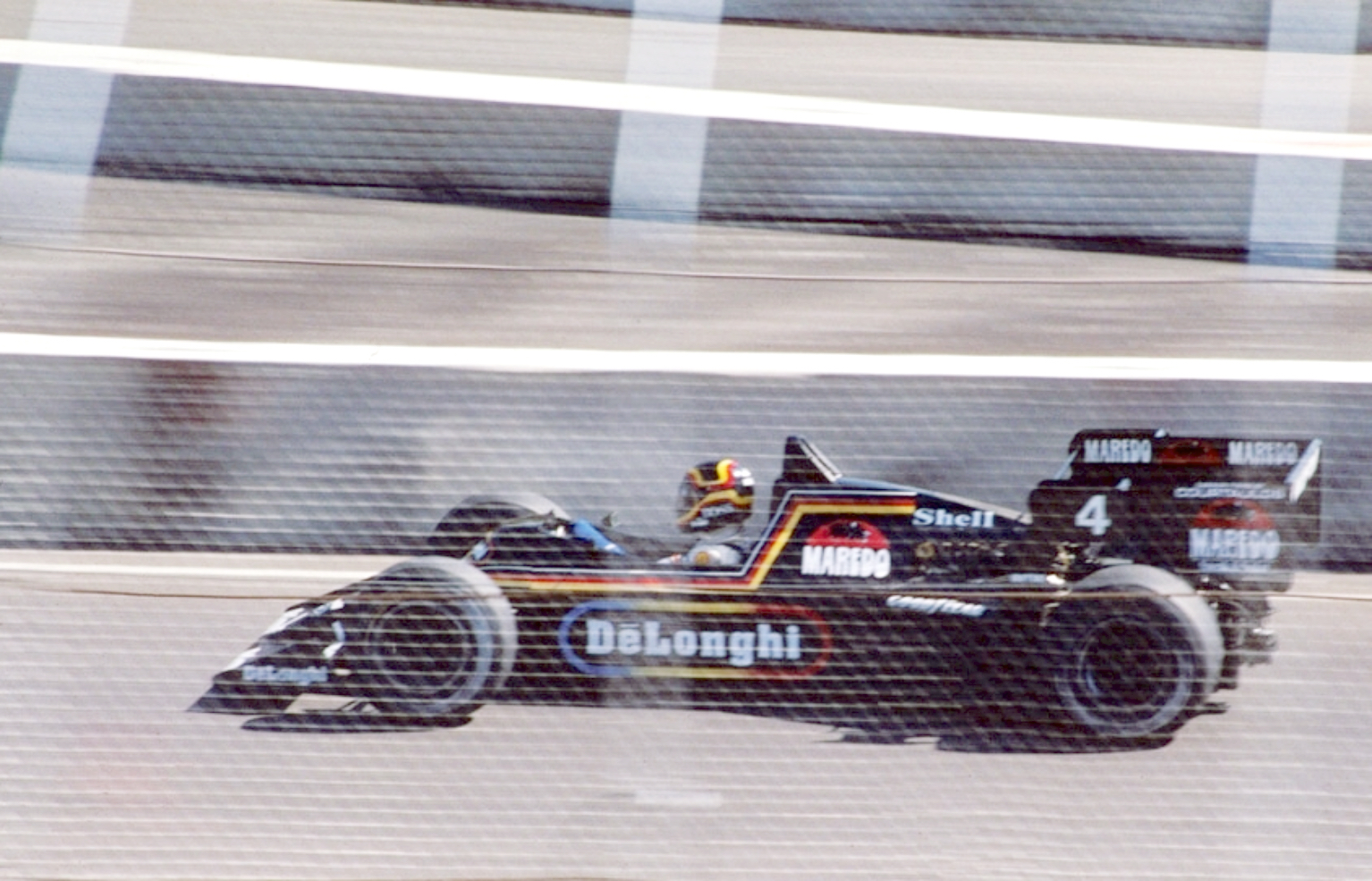
Stefan Bellof

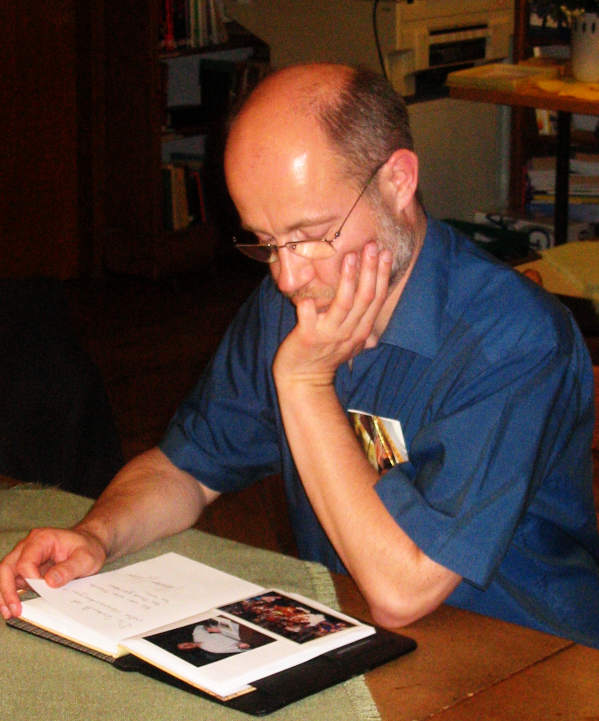
Harald Lesch

- Sabine Fehlemann (1941–2008), Kunsthistorikerin
- Jürgen Flimm (1941–2023), Regisseur, Intendant und Hochschullehrer
- Ernst Theodor Rietschel (* 1941), Chemiker
- Erhard van Straaten (* 1943), Medienmanager
- Jan Leidel (1944–2024), Virologe und Sozialmediziner
- Wolfgang Rübsam (* 1946), Organist, Pianist, Komponist und Musikpädagoge
- Hans Joachim Suchan (* 1946), Jurist, Verwaltungsbeamter und Politiker
- Georg Meier (* 1947), Schriftsteller und Koch
- Volker Paulus (* 1947), Volleyballspieler und -trainer
- Ulla Berkéwicz (* 1948), Schauspielerin, Schriftstellerin und Verlegerin
- Christa Blanke (* 1948), Tierschützerin
- Jürgen Borchert (* 1949), Sozialrichter und Politikberater
- Christiane Conrad (* 1949), Malerin
- Vincent Klink (* 1949), Küchenmeister, Autor, Herausgeber, Verleger und Fernsehkoch
- Ulrich Nicolai (* 1949), Dirigent und Professor
- Clemens Reif (* 1949), Unternehmer und Politiker
- Volker Zimmer (* 1949), Offizier im Rang eines Generalmajors
- Joachim Faber (* 1950), Aufsichtsratsvorsitzender der Deutschen Börse und ehemaliger Vorsitzender des Vorstandes der Allianz Asset Management
- Hans-Jürgen Hackenberg (* 1950), Tischtennisspieler
- Heinrich Kaak (* 1950), Historiker
- Johannes Ruch (* 1950), Radrennfahrer
- Horst Spengler (* 1950), Handballspieler und Handballtrainer
- Erika Baum (* 1951), Wissenschaftlerin und Allgemeinmedizinerin
- Volker Bouffier (* 1951), Politiker
- Werner Damm (1951–2021), Sportreporter sowie Radio- und Fernsehmoderator
- Peter Reichel (* 1951), Fußballspieler
- Anton Friedrich Koch (* 1952), Philosoph
- Helga Lopez (1952–2022), Politikerin
- Robin Moritz (* 1952), Biologe und Ökologe
- Monika Schäfer-Korting (* 1952), Pharmakologin und Toxikologin
- Susanna Gilbert-Sättele (* 1953), Redakteurin, freie Journalistin, Kulturjournalistin und Rezensentin
- Bernd Müller (* 1953), Politiker, Bürgermeister von Mühlheim am Main
- Heiko Becker (* 1954), Kommunikationsdesigner und Grafiker
- Wolfgang Greilich (* 1954), Rechtsanwalt, Notar und Politiker
- Hans Peter Hauschild (1954–2003), Kulturwissenschaftler, Diplom-Pädagoge und AIDS-Aktivist
- Michael North (* 1954), Historiker
- Willi Rösel (* 1954), Autocross-Pilot
- Reiner Schwalb (* 1954), Brigadegeneral der Bundeswehr
- Hans-Rudolf Bork (* 1955), Geograph mit dem Schwerpunkt Ökosystemforschung
- Harald Danne (* 1955), Volljurist und Arbeitsrechtler
- Udo Bullmann (* 1956), Politiker
- Günther Hermann (1956–2020), Maler und Grafiker
- Werner Krumholz (* 1956), Mediziner, Facharzt für Anästhesie und Professor an der Justus-Liebig-Universität
- Matthias Oppermann (* 1956), Psychoanalytiker und Maler
- Reimund Schmidt-De Caluwe (1956–2023), Rechtswissenschaftler und Hochschullehrer
- Wolfram Wessels (* 1956), deutscher Journalist, Rundfunkhistoriker, Feature- und Hörspielautor und -regisseur
- Stefan Bellof (1957–1985), Automobilrennfahrer
- Ingo Froese (* 1957), Basketballspieler
- Lesch Schmidt (* 1957), Komponist
- Caro (* 1958), Sängerin
- Marie-Luise Schmidt (* 1958), Künstleragentin, Journalistin und Politikerin
- Michael Walter (* 1958), Musikwissenschaftler und Universitätsprofessor
- Ralf Martin Meyer (* 1959), Polizeipräsident der Freien und Hansestadt Hamburg
- Holger Senzel (* 1959), Hörfunkjournalist
- Friedrich Avemarie (1960–2012), evangelischer Theologe und Neutestamentler
- Heike Groos (1960–2017), Medizinerin, Oberstabsärztin und Autorin
- Harald Lesch (* 1960), Physiker, Astronom, Naturphilosoph, Autor, Wissenschaftsjournalist, Fernsehmoderator und Professor
- Volker Münn (* 1960), Fußballspieler und -trainer
- Andreas Orosz (* 1960), Maler
- Christine Volkmann (* 1960), Wirtschaftswissenschaftlerin
- Carsten Wilke (* 1960), Forstmann

#### 1961 bis 1980

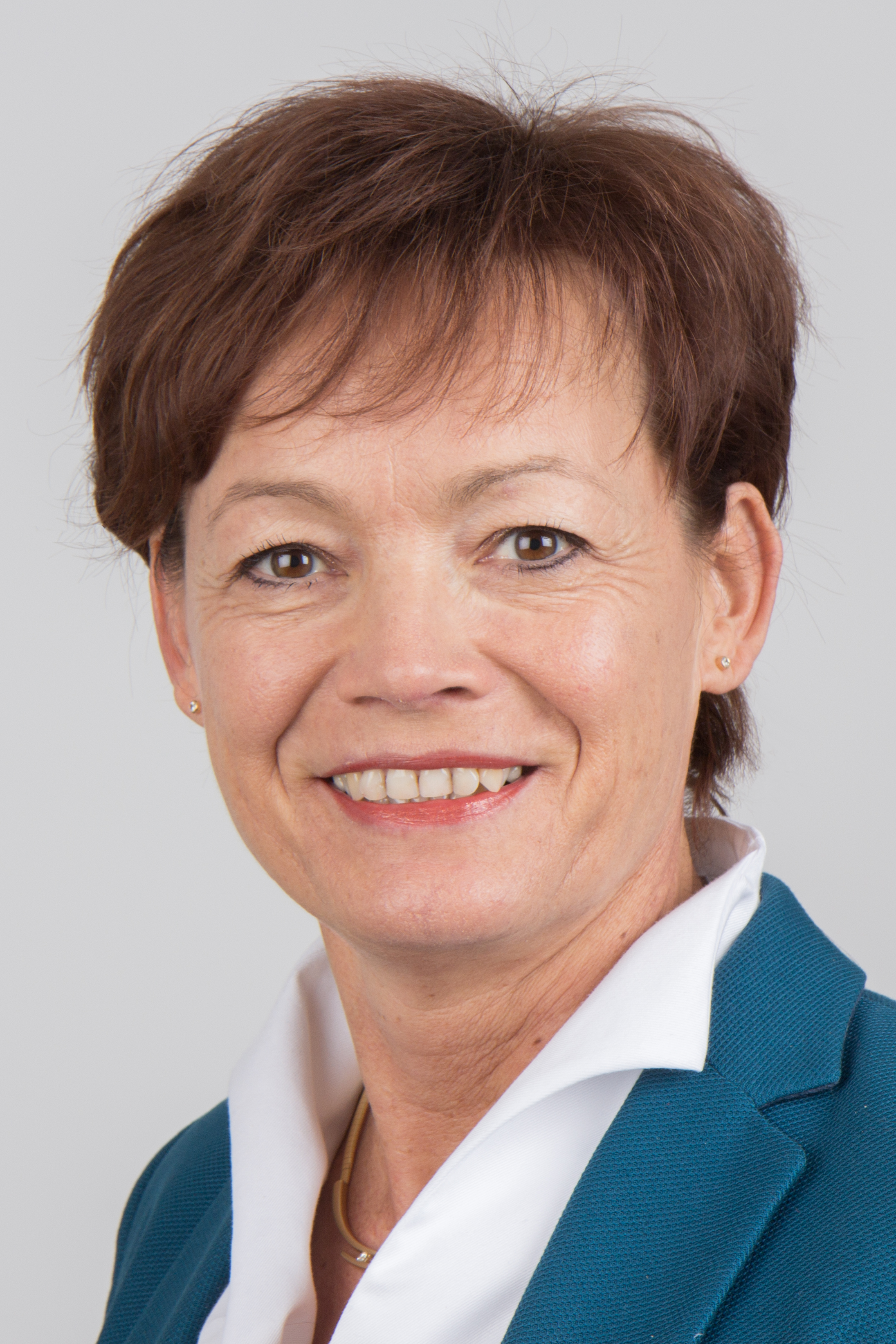
Lucia Puttrich

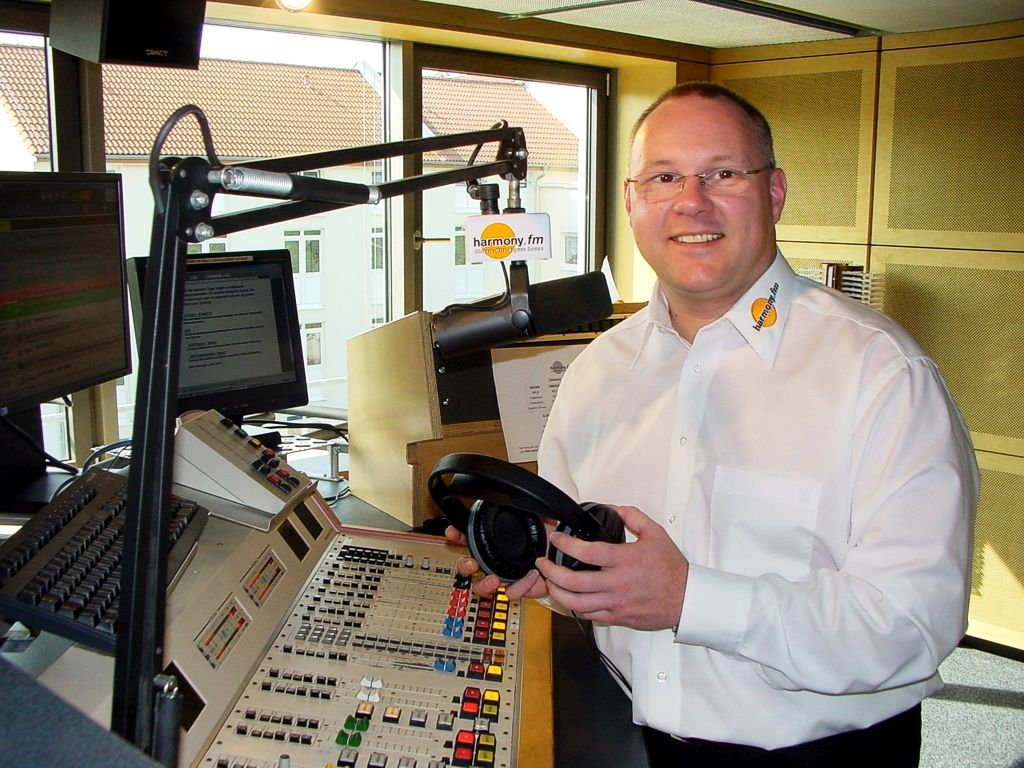
Andreas Karczewski

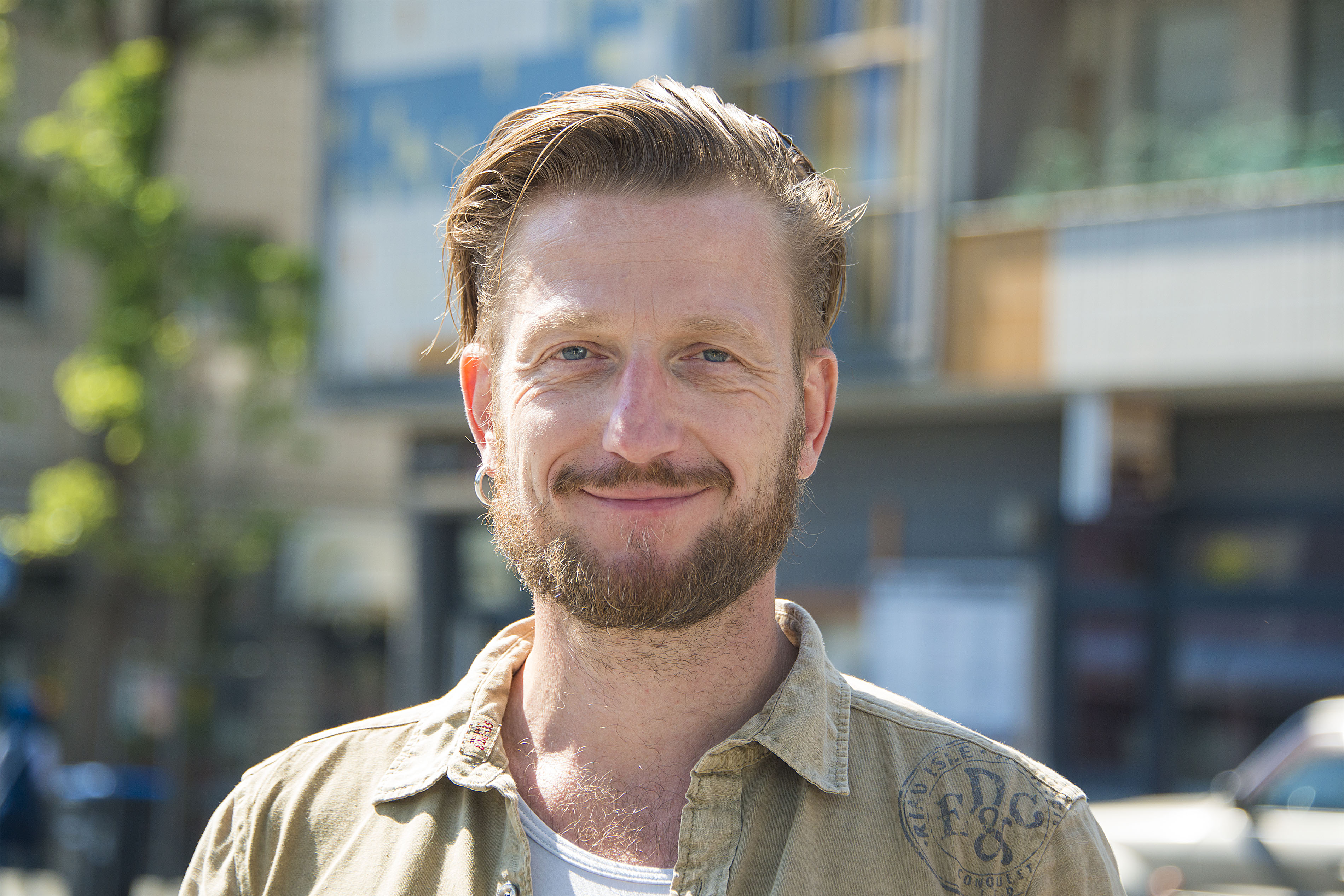
Andreas Eikenroth

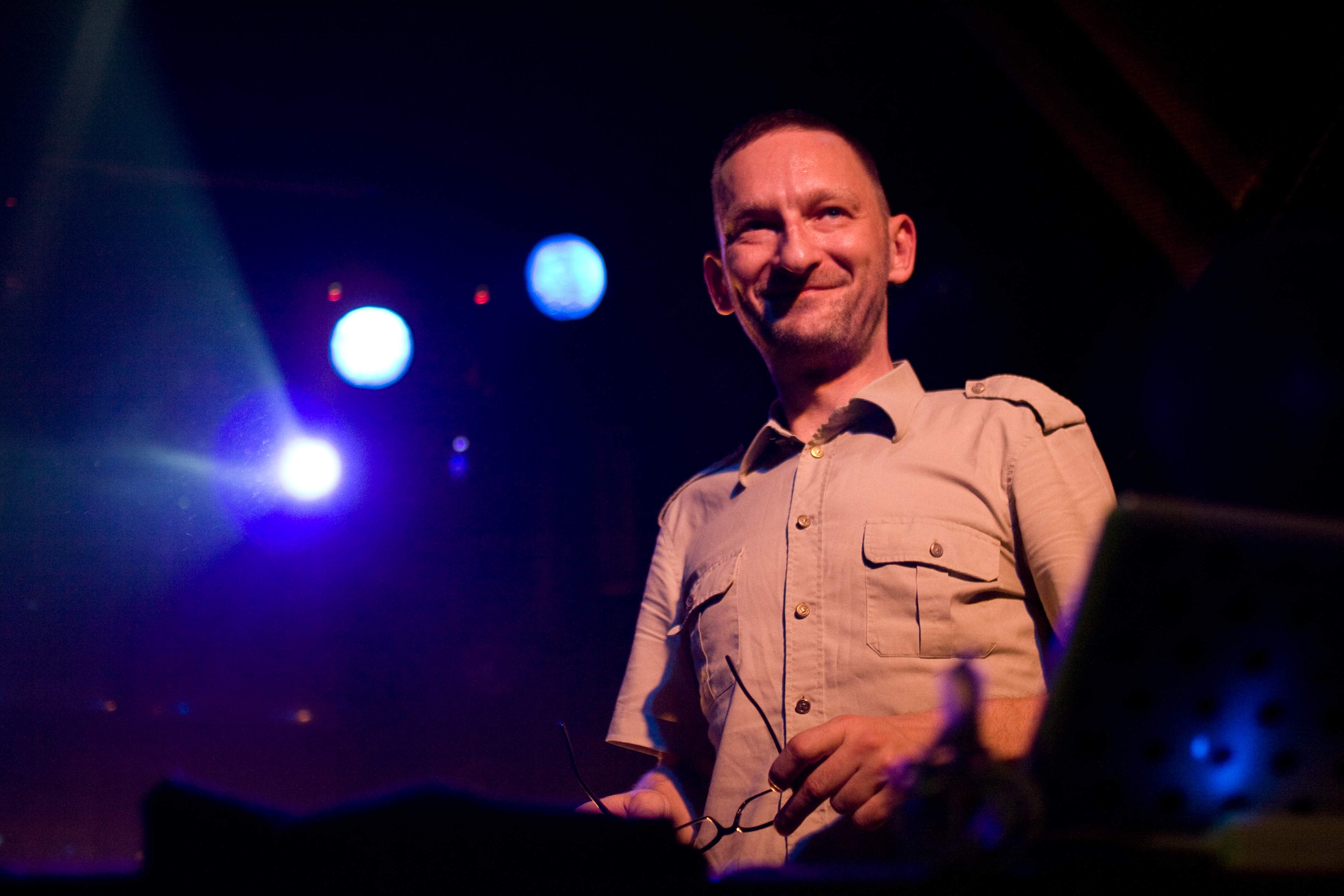
Justus Köhncke

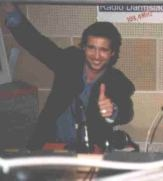
Andreas Türck

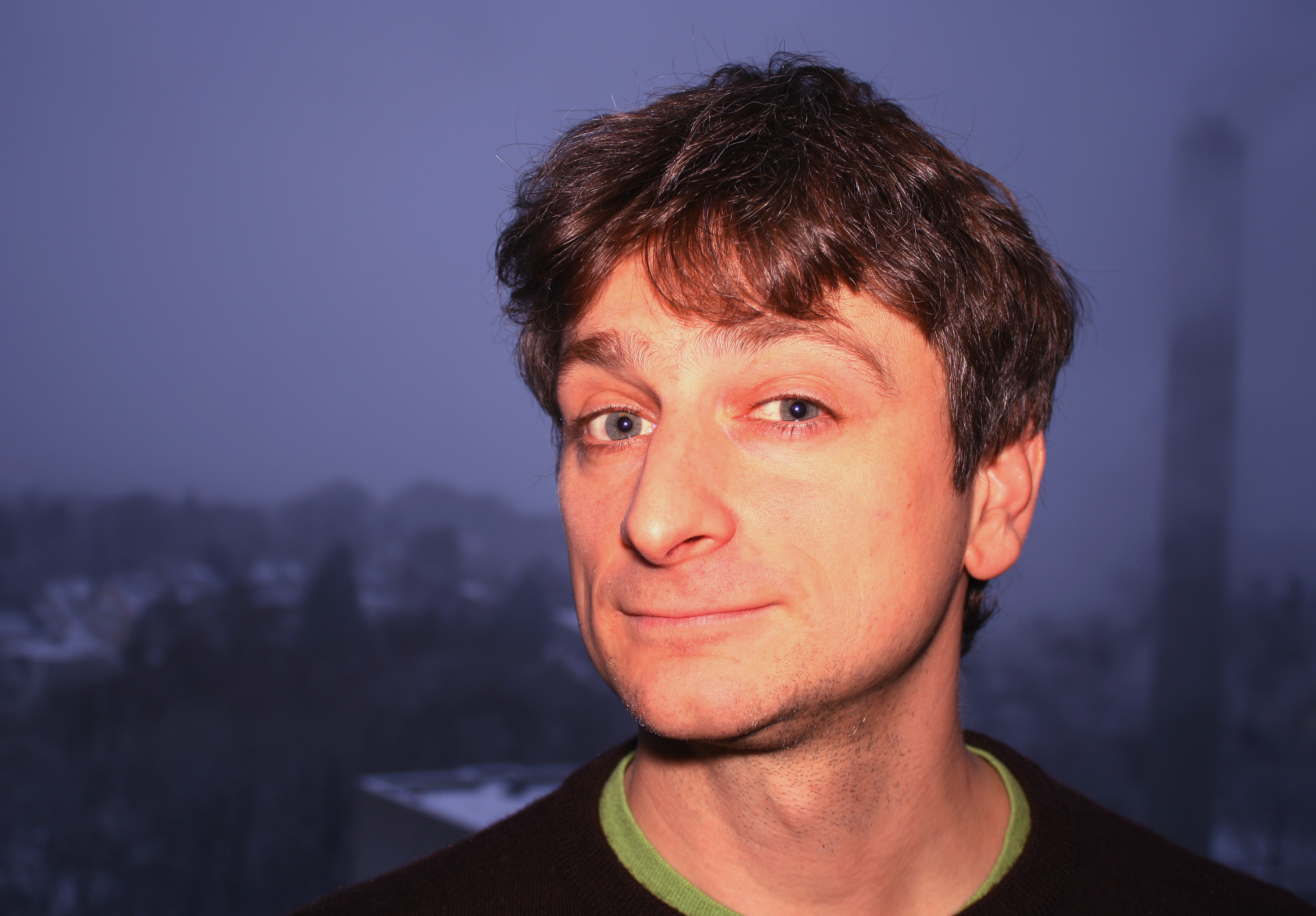
Jesko Friedrich

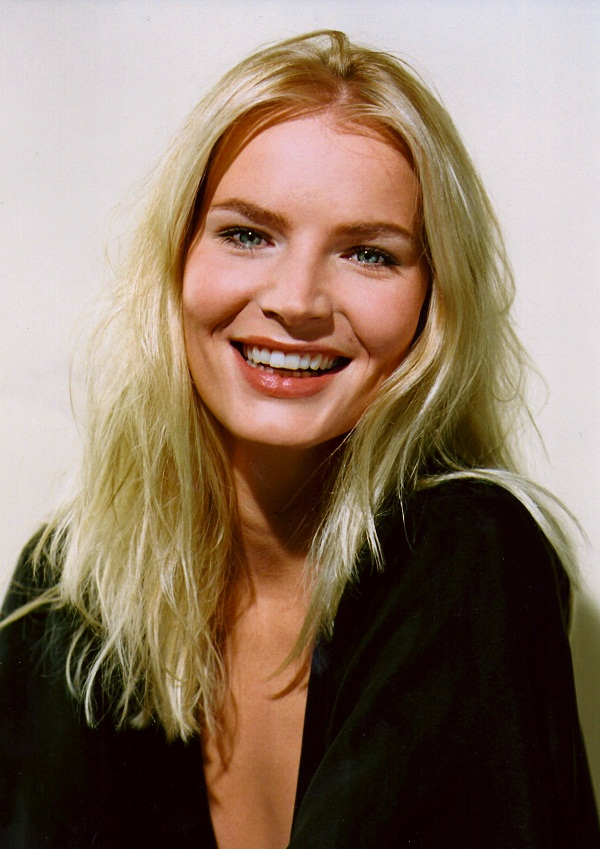
Verena Araghi

- Roger Erb (* 1961), Physiker und Hochschullehrer
- Peter Herrmann (* 1961), Musiker, Komponist und Musikproduzent
- Lucia Puttrich (* 1961), Politikerin (CDU)
- Angela Rinn (* 1961), evangelische Theologin, Pfarrerin und Schriftstellerin
- Uwe Schulz (* 1961), Politiker, MdB (AfD)
- Oliver Buslau (* 1962), Musikjournalist, Autor von Kriminalromanen und Redakteur
- Gunnar Geisse (* 1962), Musiker
- Heike Knortz (* 1962), Sozialwissenschaftlerin, Wirtschaftshistorikerin und Hochschullehrerin
- Daniel Grolle (* 1963), Schriftsteller und Tai-Chi-Trainer
- Jan Schüler (* 1963), Maler und Grafiker
- Joachim Vogel (1963–2013), Rechtswissenschaftler, Richter und Hochschullehrer
- Yacin Hehrlein (* 1964), Fernsehjournalist und Moderator
- Eva Maria Schneider-Gärtner (* 1964), Politikerin (AfD)
- Ralf Willershäuser (* 1964), Sänger
- Stephan Bender (1965–2019), Archäologe
- Birgit Clarius (* 1965), Leichtathletin
- Andreas Karczewski (* 1965), Radiomoderator, Discjockey und Musikjournalist
- Stefanie Menzinger (* 1965), Schriftstellerin
- Stefan Pucher (* 1965), Theaterregisseur
- Alexander E. L. Schulin (* 1965), Theaterregisseur
- Andreas Eikenroth (* 1966), Comiczeichner und Musiker
- Justus Köhncke (* 1966), Techno-Produzent und Pop-Musiker
- Ute Lotz-Heumann (* 1966), deutsch-amerikanische Historikerin
- Klaus Peter Möller (* 1966), Politiker
- Veronika Peters (* 1966), Schriftstellerin
- Marcus Reuter (* 1966), Provinzialrömischer Archäologe und Leiter des Rheinischen Landesmuseums Trier
- Anna Rodenhausen (* 1966), Mathematikerin und Hochschulprofessorin
- Anja Spengler (* 1966), Tischtennisspielerin
- Christian Zörb (* 1966), Pflanzenphysiologe
- Andreas Czerney (* 1967), Lied- und Oratoriensänger
- Ralf Inderthal (* 1967), Handballspieler
- Uwe Inderthal (* 1967), Handballtrainer und Handballspieler
- Michael Kegler (* 1967), Übersetzer und Literaturkritiker
- Kai-Uwe Schnell (* 1967), Fußballspieler
- Michelle Spillner (* 1967), Zauberkünstlerin, Autorin, Fotografin und Journalistin
- Ruth Kaps (* 1968), Ruderin
- Henning Kober (* 1968), Schauspieler
- Carla Nau (* 1968), Medizinerin und Hochschullehrerin
- Arnd-Michael Nohl, Erziehungswissenschaftler und Hochschullehrer
- Chris Liebing (* 1968), Techno-DJ, Produzent, Label-Betreiber und Radiomoderator
- Björn Pistauer (* 1968), Fußballspieler
- Martin Rößler (* 1968), politischer Beamter (CDU)
- Andreas Türck (* 1968), Journalist, Musiker, Produzent und Fernsehmoderator
- Jana Esther Fries (* 1969), Archäologin
- Eike Roswag-Klinge (* 1969), Architekt und Professor
- Anja Seibert-Fohr (* 1969), Juristin, Hochschullehrerin, Richterin am Europäischen Gerichtshof
- Philip Tiedemann (* 1969), Regisseur
- Sabine Trinkaus (* 1969), Autorin
- Henner Winckler (* 1969), Filmregisseur und Drehbuchautor
- Olaf Amblank (* 1970), Arzt, Unternehmer und Mitbegründer einer Hochschule
- Vera Hartmann (* 1970), Architektin
- Louis Pahlow (* 1970), Rechtshistoriker und Hochschullehrer
- Jochen Retter (* 1970), Filmeditor
- Sophie Dannenberg, eigentlich Annegret Kunkel (* 1971), Schriftstellerin
- Sascha Feuchert (* 1971), Literaturwissenschaftler und -didaktiker sowie Publizist
- Charles Friedek (* 1971), Leichtathlet
- Mirjam Kubescha (* 1971), Regisseurin
- Thomas Ramge (* 1971), Sachbuchautor und Wirtschaftsjournalist
- Oliver Schepp (* 1971), Fotograf und Bildjournalist
- Björn Bernard (* 1972), Basketballspieler
- Helge Braun (* 1972), Politiker
- Jens Ihle (* 1972), Basketballfunktionär
- Christine Ishaque (* 1972), Basketballspielerin
- Andreas Kuczera (* 1972), Historiker
- Nkechi Madubuko (* 1972), Leichtathletin, Moderatorin, Journalistin, Soziologin und Schauspielerin
- Owi Mahn (* 1972), Filmemacher und Videokünstler
- Sabine Müller (* 1972), Althistorikerin und Hochschullehrerin
- Michael Schäfer (* 1972), Politiker
- Stefan Gärtner (* 1973), Satiriker und Autor
- Daniel Krauss (* 1973), Schauspieler, Drehbuchautor und Regisseur
- Kim Nekarda (* 1973), Künstler, Stilrichtung Malerei
- Demis Nikolaidis (* 1973), Fußballspieler und Präsident von AEK Athen
- Katharina Schmalenberg (* 1973), Schauspielerin
- Dagmar Schmidt (* 1973), Historikerin und Politikerin, Mitglied des Deutschen Bundestages
- Birgit Christiansen (* 1974), Altorientalistin
- Jesko Friedrich (* 1974), Schauspieler, Redakteur und Autor
- Astrid Geisler (* 1974), Journalistin
- Matthias Hagner (* 1974), Fußballspieler
- Oliver Hinz (* 1974), Wirtschaftswissenschaftler und Hochschullehrer
- Lars Peter Lueg (* 1974), Sprecher, Autor und Hörbuchverleger
- Verena Araghi (* 1975), Journalistin und Schauspielerin
- Christian Balser (* 1975), Radiomoderator, Redakteur und Sprecher
- Jan Hax Halama (* 1975), Graphiker, Bühnen- und Kostümbildner sowie Ausstattungsleiter
- Frank Lorber (* 1975), Techno-DJ
- Ino Augsberg (* 1976), Rechtsphilosoph und Hochschullehrer
- Steffen Augsberg (* 1976), Rechtswissenschaftler und Hochschullehrer
- Rafaela Hillerbrand (* 1976), Physikerin und Philosophin
- Christoph Schuck (* 1976), Politikwissenschaftler
- Christian Ditter (* 1977), Filmregisseur und Drehbuchautor
- Elisabeth Ehler (* 1977), Christliche Archäologin und Kunsthistorikerin
- Peter Menger (* 1977), Musiker, Komponist und Librettist
- Claudius Weber (* 1978), Fußballer
- Jan Gorr (* 1978), Handballtrainer
- Jörn Happel (* 1978), Historiker
- Anne Imhof (* 1978), Künstlerin
- Anne Köhler (* 1978), Schriftstellerin
- Jenny Rahel Oesterle (* 1978), Historikerin
- Jochen Schropp (* 1978), Schauspieler und Moderator
- Nina Weisz (* 1978), Schauspielerin
- Konstantin Wolff (* 1978), Sänger
- Anne Lück (* 1979), Illustratorin
- Paul Dienstbach (* 1980), Ruderer
- Omar El-Saeidi (* 1980), Schauspieler
- Jan Hoffrichter (* 1980), Faustballer
- Kai Harald und Uwe Harald Krieger (* 1980), Mitglieder des Künstlerkollektivs 3Steps
- Joachim Pitt (* 1980), Mitglied des Künstlerkollektivs 3Steps

#### 1981 bis 2000

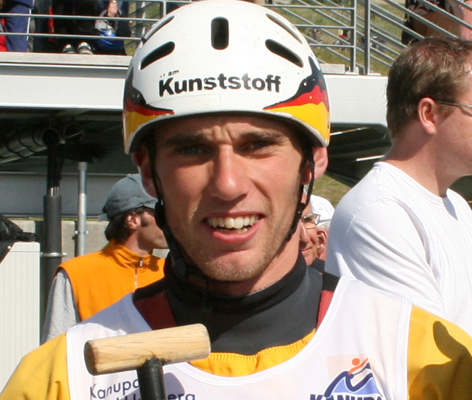
Jan Benzien

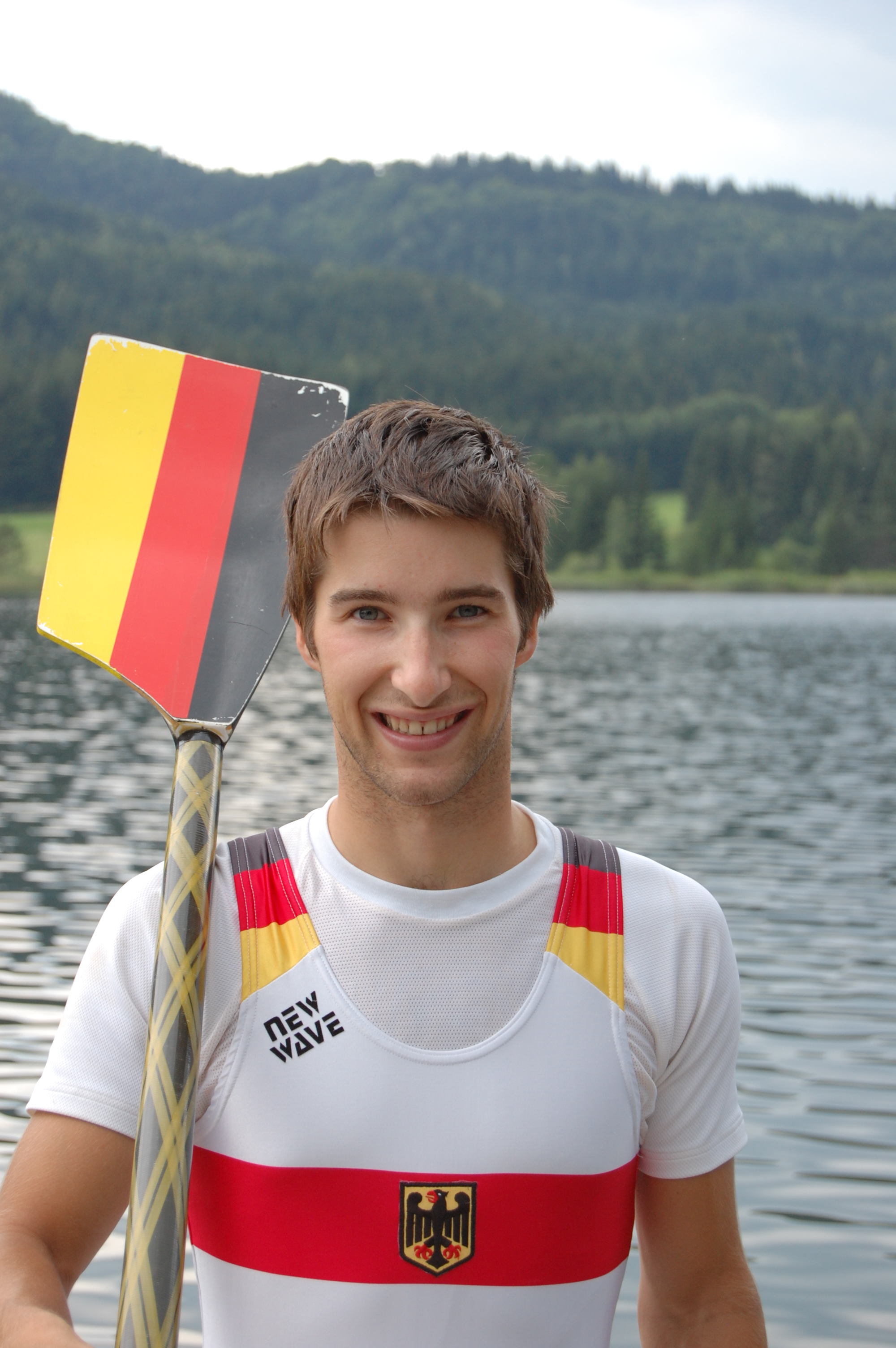
Jonathan Koch

- Hicran Özen (* 1981), Basketballspielerin
- Luk Pfaff (* 1981), Schauspieler
- Christoph Preuß (* 1981), Fußballspieler
- Jan Benzien (* 1982), Kanute
- Jan-Christoph Gockel (* 1982), Theater- und Filmregisseur, Theaterautor
- Bastian Kordyaka (* 1982), Basketballspieler
- Thaddäus Meilinger (* 1982), Schauspieler und Synchronsprecher
- Marcel Römer (* 1982), Schlagzeuger, Live- und Studiomusiker
- Giovanni Speranza (* 1982), Fußballspieler
- Simon Triebel (* 1982), Gitarrist und Songwriter
- Maurice Engelhardt (* 1983), e-Sportler
- Marcel Hagmann (* 1983), Fußballspieler
- Nikolai Huke (* 1983), Politikwissenschaftler
- Jan Köppen (* 1983), Fernsehmoderator und DJ
- Mark Schepp (* 1983), Fernsehmoderator
- Sara Bildau (* 1984), Journalistin und Fernsehmoderatorin
- Jakob Kühnemann (* 1984), Jazzmusiker
- Florian Laudt (* 1984), Handballspieler
- Lars Pörschke (* 1984), Tennisspieler
- Julian Theobald (* 1984), Rennfahrer
- Franziska Herrmann (* 1985), Schauspielerin
- Jonathan Koch (* 1985), Leichtgewichtsruderer
- Kurosch Abbasi (* 1986), Schauspieler und Sänger
- Christian Rompf (* 1986), Handballspieler
- Sebastian Weber (* 1986), Handballspieler
- Johannes Lischka (* 1987), Basketballspieler
- Loretta Müller (* 1987), Schauspielerin und Autorin
- Marlena Schön (* 1987), Basketballspielerin
- Julia Sude (* 1987), Beachvolleyballspielerin
- Daniel Davari (* 1988), Fußballtorhüter
- Per Günther (* 1988), Basketballspieler
- Kaweh Mansoori (* 1988), Politiker (SPD), hessischer Wirtschaftsminister
- Yannick Schall (* 1988), Skateboarder
- Kevin Schmidt (* 1988), Handballspieler
- Timm Schneider (* 1988), Handballspieler
- Anne Spitzner (* 1988), Autorin
- Deniz Vural (* 1988), Fußballspieler
- Michelle Kraft (* 1989), Politikerin (CDU)
- Frederik Bouffier (* 1990), Politiker (CDU)
- Leonie Pankratz (* 1990), Fußballspielerin
- Julia Wenzl (* 1990), Handballspielerin
- Julia Gaudermann (* 1992), Basketballspielerin
- Okan Derici (* 1993), Fußballspieler
- Sonny Kittel (* 1993), Fußballspieler
- Julian Lenz (* 1993), Tennisspieler
- Annika Beck (* 1994), Tennisspielerin
- Lucas Schmitz (* 1994), Politiker (CDU)
- Lisa Mayer (* 1996), Leichtathletin, Sprinterin
- Jonas Müller (* 1996), Handballspieler
- Tabea Sellner (* 1996), Fußballspielerin
- Tim Wilfer (* 1996), Schauspieler
- Alen Pjanic (* 1997), Basketballspieler
- Nico Rinderknecht (* 1997), Fußballspieler
- Moritz Schneider (* 1999), Basketballspieler
- Davide Itter (* 1999), Fußballspieler
- Luca Itter (* 1999), Fußballspieler
- Fatih Kaya (* 1999), Fußballspieler
- Jakob Lemmer (* 2000), Fußballspieler
- MilleniumKid (* 2000), Singer-Songwriter und Musikproduzent
- Kathleen Kanev (* 2000), Tennisspielerin

### 21. Jahrhundert
- Dennis Owusu (* 2001), Fußballspieler
- Henry Crosthwaite (* 2002), Fußballspieler
- Fynn Otto (* 2002), Fußballspieler
- Ben Bobzien (* 2003), Fußballspieler
- Eniss Shabani (* 2003), Fußballspieler
- Lorena Morsch (* 2008), Tischtennisspielerin

## Persönlichkeiten, die in der Stadt gewirkt haben

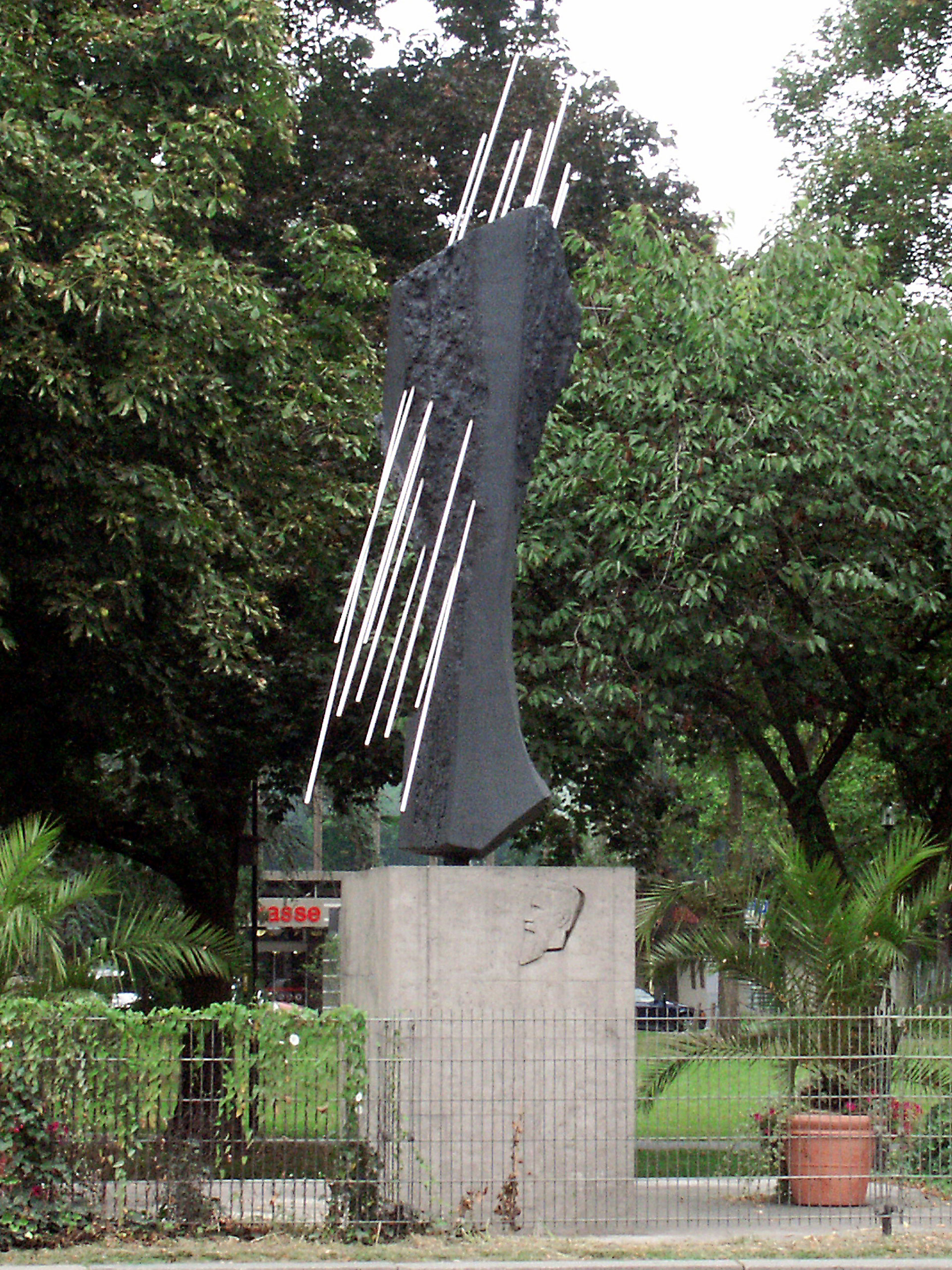
Röntgendenkmal in der Südanlage

- Georg Nigrinus der Ältere (1530–1602), lutherischer Theologe und Geistlicher, Pfarrer von Gießen
- Jeremias Vietor (1556–1609), lutherischer Theologe und Geistlicher, Pfarrer von Gießen
- Johann Wilhelm Baumer (1719–1788), war ab 1764 Professor der Medizin an der Universität Gießen, wo er zugleich Bergrat und Landphysikus wurde. 1777 wurde er in Gießen ordentlicher Professor der Chemie und Mineralogie an der Ökonomischen Fakultät.
- Johann Stephan Müller (1730–1768), lutherischer Theologe, Geistlicher und Hochschullehrer, Prediger und Konsistorialassessor in der Stadt
- Renatus Karl von Senckenberg (1751–1800), Privatgelehrter, Donator einer bedeutenden Stiftung für die Gießener Universität
- August Friedrich Wilhelm Crome (1753–1833), Kameralwissenschaftler und Statistiker an der Universität Gießen (1787 bis 1830)
- Franz Joseph von Stein (1772–1834), Hofgerichts- und Regierungspräsident in Gießen
- Wilhelm Balser (1780–1846), Arzt
- Ludwig Wilhelm Zimmermann (1780–1825), Chemiker, Mineraloge und Hochschullehrer
- Johann Christian Hundeshagen (1783–1834), Forstwissenschaftler
- Ferdinand von Ritgen (1787–1867), Medizinprofessor, Gynäkologe und Begründer einer der ersten neun deutschen Geburtshelferschulen
- Carl Justus Heyer (1797–1856), Forstwissenschaftler
- Friedrich Münch (1799–1881), gründete 1833 mit Paul Follen die Gießener Auswanderungsgesellschaft
- Wilhelm Curtmann (1802–1871), Pädagoge, ging in Gießen zur Schule und zur Universität in Gießen, war dort Lehrer und starb in Gießen
- Justus Liebig (1803–1873), Chemiker und Namensgeber der Universität Gießen
- Heinrich Buff (1805–1878), Physiker und Chemiker an der Universität Gießen
- Hugo von Ritgen (1811–1889), Professor für Architektur und Restaurator der Wartburg und des Gleibergs
- Georg Büchner (1813–1837), deutscher Revolutionär, Schriftsteller und Naturwissenschaftler, lebte und studierte einige Jahre in Gießen, Verfasser des Hessischen Landboten
- Emil Erlenmeyer (1825–1909), Chemiker, von 1845 bis 1850 (mit Unterbrechung) in Gießen
- Wilhelm Conrad Röntgen (1845–1923), Physiker und erster Nobelpreis-Träger, liegt auf eigenen Wunsch auf dem Gießener Alten Friedhof begraben
- Feodor von Gnauth (1854–1916), Oberbürgermeister 1890–1901, anschließend Finanzminister in der Regierung des Großherzogtums Hessen. Die Gnauth-Straße in Gießen ist nach ihm benannt.
- Wilhelm Sievers (1860–1921), Geograph, Professor und Rektor an der Universität Gießen
- Robert Sommer (1864–1937), Psychiater und Hochschullehrer
- Philipp Scheidemann (1865–1939), 1895–1905 Redakteur bei der sozialdemokratischen Zeitung in Gießen
- Alfred Kaufmann (1868–1946), deutscher Pfarrer und Orientalist, Gründer des Kaufmann-Will-Kreises
- Albert Jesionek (1870–1935), Dermatologe und Hochschullehrer, Direktor der Hautklinik Gießen
- Israel Rabin (1882–1951), deutscher Historiker
- Albin Mann (1883–1960), Landtagsabgeordneter und Oberbürgermeister von Gießen
- Robert Feulgen (1884–1955), Mediziner, Pionier der DNS-Forschung
- Friedrich Kellner (1885–1970), Geschäftsleiter am Amtsgericht Laubach und Bezirksrevisor beim Landgericht Gießen. Die Justus-Liebig-Universität Gießen will Kellners Tagebücher veröffentlichen.
- Georg Haas (1886–1971), Mediziner, Durchführung der ersten Hämodialyse beim Menschen
- Heinrich Backhaus (1888–1943), seit 1937 NSDAP-Kreisleiter der Wetterau
- Ernst Meyer (1888–1968), Schliemann-Forscher
- Heinrich Bitsch (1901–1985), Schriftsteller, Chefdramaturg (1946–1949) und Kulturreferent in Gießen, Ehemann der Gießener Kunstmalerin Antonie Bitsch
- Lotte Bingmann-Droese (1902–1963), deutsche Malerin
- Illa Andreae (1902–1992), deutsche Schriftstellerin
- Ria Deeg (1907–2000), Widerstandskämpferin gegen den Nationalsozialismus und Gießener Stadtverordnete (KPD)
- Antonie Bitsch (1912–1989), Malerin
- Karl Zeiß (1912–1994), Theologe; wurde bekannt als „Olympiapfarrer“
- Dietrich von Denffer (1914–2007), Direktor und Gestalter des Botanischen Gartens von 1951 bis 1976, Erbauer des Botanischen Institutes (heute Hermann-Hoffmann-Akademie)
- Horst-Eberhard Richter (1923–2011), Professor für Psychosomatik, Psychoanalytiker und Mitbegründer der IPPNW
- Gideon Schüler (1925–2017), Buchhändler, Verleger, Galerist und Lyriker
- Hans Müller-Braunschweig (1926–2014), Professor für Psychosomatik, Psychoanalytiker
- Joachim Werner Dudeck (1932–2010), Arzt und Medizininformatiker, Gründer HL7 Benutzergruppe Deutschland
- Herbert Kaufmann (* 1941), Augenarzt und Strabologe, Direktor der Universitäts-Augenklinik der Justus-Liebig-Universität
- Brun-Otto Bryde (* 1943), seit 2001 Richter des Bundesverfassungsgerichts, Professor für Öffentliches Recht an der Justus-Liebig-Universität
- Nando Belardi (* 1946), em. Universitätsprofessor der Sozialpädagogik; studierte und promovierte 1973 in Gießen
- Jürgen Gerlach (1946–2021), Handballtrainer, hatte seine größten Erfolge mit dem TV Lützellinden 1980–2006
- Hans Michalski (* 1948), Leichtathlet, startete für LAZ Gießen
- Charly Weller (1951–2024), Filmregisseur und Autor; zahlreiche nationale und internationale Auszeichnungen
- Gerhard Merz (1952–2024), Politiker
- Kevin Nash (* 1959), US-amerikanischer Wrestler und Schauspieler. Vor und während seiner Armyzeit in der Gießener Kaserne spielte Nash Basketball beim damaligen MTV 1846 Gießen.
- Nina Heidt-Sommer (* 1978), Politikerin und Abgeordnete im Hessischen Landtag

## Ehrenbürger
- Karl Zimmermann (1803–1877)